# Alison Lohman
Alison Lohman (Palm Springs, 18 september 1979) is een Amerikaanse actrice. Ze werd in 2003 op het Hollywood Film Festival verkozen tot bijrolspeelster van het jaar.

## Biografie
Lohmans vader was architect en haar moeder had een bakkerij. Ze heeft één jongere broer, Robert, die in 1982  geboren werd. Op haar negende speelde Lohman Gretl in The Sound of Music in het lokale theater. Twee jaar later won ze een prijs voor beste musicalactrice met haar hoofdrol in Annie. Op haar zeventiende had ze twaalf theaterproducties op haar palmares. Ze was achtergrondzangeres voor artiesten als Frank Sinatra en Bob Hope.
Op school won ze een prijs van de Nationale Stichting voor de Vooruitgang van de Kunsten en kreeg toegang tot de Tisch School of the Arts in New York. Ze vertrok naar Los Angeles hopend op een filmcarrière en volgde een cursus aan de Royal Academy of Dramatic Art in Londen.
In de eerste jaren van haar carrière speelde Lohman in B-films, kinderfilms en televisieseries. Haar eerste hoofdrol kreeg ze in de film White Oleander, naast Michelle Pfeiffer en Renée Zellweger. Hoewel de film geen succes werd, betekende de rol haar doorbraak. Vervolgens speelde ze in grote films die evenwel geen kassuccessen werden, zoals Matchstick Men en Big Fish uit (2003) en The Big White en Where the Truth Lies in (2005). In 2006 had Lohman een hoofdrol in de film Flicka.